# Hemileuca lintneri
Hemileuca lintneri är en fjärilsart som beskrevs av Cockerell 1914. Hemileuca lintneri ingår i släktet Hemileuca och familjen påfågelsspinnare. Inga underarter finns listade i Catalogue of Life.